# Baron Dhanis
Ne doit pas être confondu avec Francis Dhanis.
Le Baron Dhanis est un caboteur à moteur belge mis en service en 1916 sur le lac Tanganyika, au Congo belge.
il est baptisé du nom de Francis Dhanis (11 mars 1862 - 16 novembre 1909), vice-gouverneur général du Congo, capitaine-commandant de l'Armée belge.

## Histoire
La coque du Baron Dhanis a été construite à Anvers chez Cockerill en 1913 puis a été expédiée au Congo belge.
Le navire a été incendié dans le port de Kalemie-Albertville en 1964. Renfloué, il a été transformé d'importance et rebaptisé Jason Sendwe, du nom de l'homme politique congolais Jason Sendwe assassiné à Albertville au cours de l'opération Watch Chain (ru).

## Dans les arts

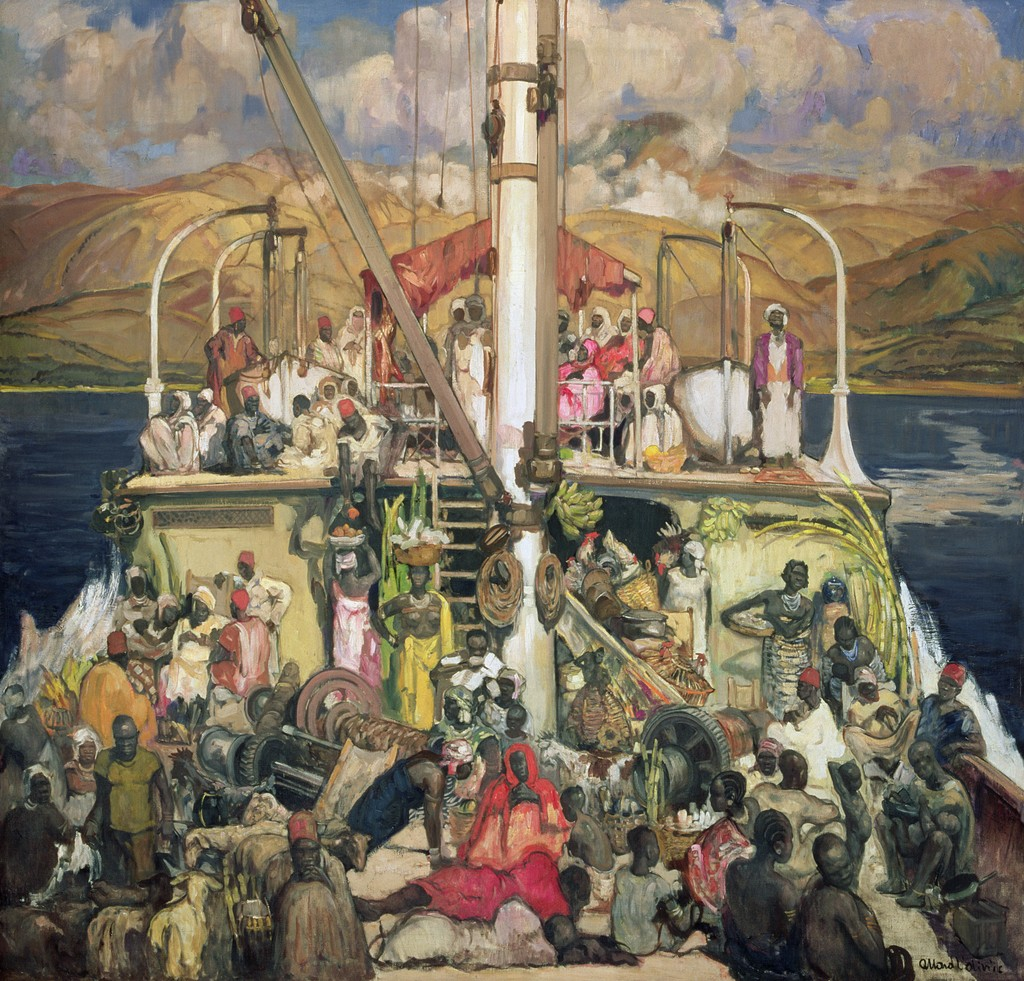
Sur le pont du « Commandant Dhanis », 1929, huile sur toile,, musée des Beaux-Arts de Tournai.

Le peintre belge Fernand Allard l'Olivier a représenté le navire dans son tableau Sur le pont du « Commandant Dhanis », actuellement conservé au musée des Beaux-Arts de Tournai, en Belgique. Initialement le tableau était intitulé Le « Baron Dhanis ».